# 40444 Palacký
(40444) Palacký, denumire internațională (40444) Palacky, este un asteroid din centura principală de asteroizi.

## Descriere
40444 Palacký este un asteroid din centura principală de asteroizi. A fost descoperit pe 12 septembrie 1999 la Observatorul din Ondřejov de Marek Wolf și Petr Pravec. Asteroidul prezintă o orbită caracterizată de o semiaxă mare de 2,95 ua, o excentricitate de 0,05 și o înclinație de 1,4° în raport cu ecliptica.